# 特蕾西·菲利普斯
特蕾西·菲利普斯（英語：Tracy Phillips，？—），新西兰女子田径运动员。她曾代表新西兰参加1990年和1994年英联邦运动会田径比赛，其中1990年英联邦运动会获得一枚铜牌。